# Acmonital

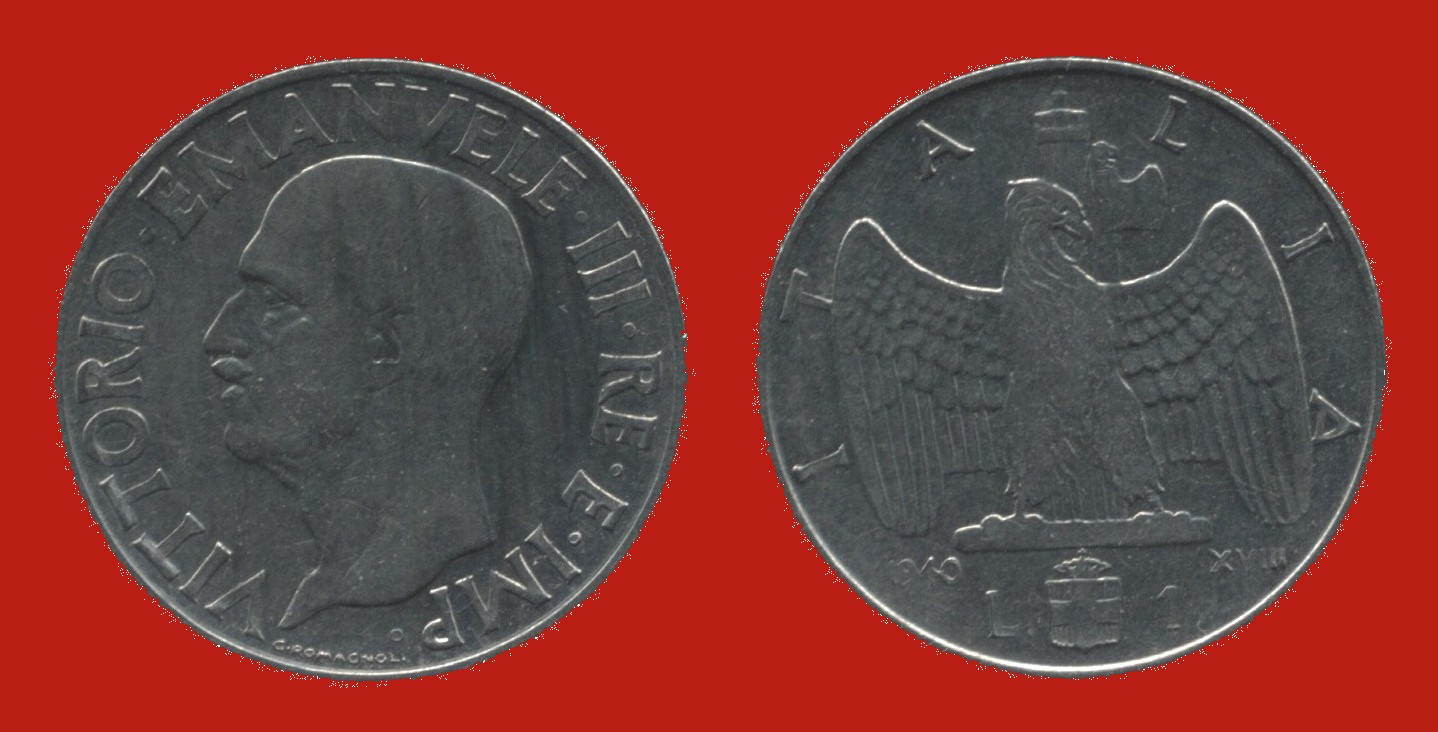
Vítor Emanuel III: moeda de 1 lira feita em Acmonital. 1940.

Acmonital é um tipo de aço inoxidável classificado com a sigla AISI 430, também conhecido como "aço monetário italiano",
foi a liga metálica usada na cunhagem das liras italianas a partir de 1937.

## Composição
Existem dois tipos diferentes do material:
o acmonital ferromagnético é composto de 82% de ferro e 18% de cromo, identificado pela sigla AISI 430;
o acmonital amagnético é composto de 72% de ferro, 18% de cromo e 10% de níquel com o código AISI 304.

O carbono também está presente em porcentagens menores em ambas as ligas. As moedas acinitais de 1939 foram inicialmente cunhadas em acmonital amagnetico AISI 304 e depois fabricadas com o ferromagnético AISI 430 a partir de 1940, embora fosse mais duro e, portanto, difícil de trabalhar, devido ao alto custo do níquel. 